# تسفي مزئيل
تسفي مزئيل (بالعبرية: צבי מזאל) ـ (ولد في 4 مارس 1939) هو دبلوماسي إسرائيلي شغل منصب سفير إسرائيل بالقاهرة بين عامي 1996 و2001، كما عمل سفيرًا لإسرائيل في كل من رومانيا والسويد.

## التعليم
بدأ مزئيل دراسته في إسرائيل، ثم التحق بمعهد الدراسات السياسية بباريس (بالفرنسية: Institut d'Études Politiques de Paris)‏، وهناك التقى زوجته ميشيل، الكاتبة الفرنسية المولد المختصة بالعلوم السياسية، وتخرج سنة 1963.

## عمله الدبلوماسي
التحق مزئيل عقب تخرجه بالسلك الدبلوماسي، وكان أول عمل له في العاصمة المدغشقرية أنتاناناريفو، كما التحق عام 1980 بالعمل في السفارة الإسرائيلية بالقاهرة أثناء فترة إذابة الثلوج التي انتهت باندلاع حرب لبنان سنة 1982.

### مزئيل سفيرًا برومانيا
في سنة 1989 عُين تسفي مزئيل سفيرًا لإسرائيل في رومانيا، حيث شهد أحداث الثورة الرومانية التي أطاحت بالرئيس نيكولاي تشاوشيسكو.

### عمله بالشؤون الإفريقية
في سنة 1992 عين مزئيل نائبًا لمدير الشؤون الإفريقية بوزارة الخارجية الإسرائيلية، حيث كان له دور محوري في إنعاش العلاقات الدبلوماسية بين إسرائيل و19 دولة إفريقية.

### مزئيل سفيرًا بالقاهرة
في سنة 1996 عاد تسفي مزئيل إلى القاهرة سفيرًا لإسرائيل لدى مصر، حيث ظل خمس سنوات.

### مزئيل سفيرًا بالسويد
عمل مزئيل سفيرًا لإسرائيل في السويد بين عامي 2002 و2004، وقد كان خلال هذه الفترة من الشخصيات الخلافية في السويد، ومن مواقفه المثيرة للجدل وصفه لكبير أساقفة السويد كارل غوستاف هامر بأنه «فيما يبدو معادٍ للسامية» لأنه ألمح إلى أن منتجات المستوطنات الإسرائيلية التي تدخل السويد يتم تعديل أغلفتها لتتوافق مع اتفاقية التجارة الحرة الموقعة بين إسرائيل والاتحاد الأوروبي. كما أنه وصف انتقادات وزيرة الخارجية السويدية آنا ليند لانتهاكات إسرائيل لحقوق الإنسان بأنها لا يمكن السكوت عليها. كما وصف مزئيل ـ في مقابلة تلفزيونية في 22 فبراير 2004 ـ كلًا من وزير الخارجية السويدي السابق شتين أندرسون وسفير السويد بالأمم المتحدة بيير شوري بأنهما «معاديان محترفان لإسرائيل».

العمل الفني "بيضاء الثلج وجنون الحقيقة"

في يناير 2004 قام تسفي مزئيل بتخريب العمل الفني المسمى بيضاء الثلج وجنون الحقيقة الذي أقامه الفنان السويدي ـ الإسرائيلي المولد ـ درور فيلير مع زوجته غانيلا سكاود - فيلير تخليدًا لذكرى الاستشهادية الفلسطينية هنادي جرادات. فبعد رؤية مزئيل للعرض، قام بخلع أحد كشافات الضوء من الأرض وإلقائها في البركة وهاجم الفنان. وطالب بإزالة العمل الوحات والنصوص. قال مزئيل للفنان «هذا ليس عملًا فنيًا، بل تعبير عن الكراهية للشعب الإسرائيلي. هذا تمجيد للمفجرين الانتحاريين». حاول الفنان شرح أن النصوص مأخوذة من الصحافة الإسرائيلية، إلا أن مزئيل رفض الاستماع، واضطرت إدارة المعرض أن تطلب منه المغادرة، إلا أنه رفض أن يغادر قبل أن يزال العمل، فاضطر الأمن المرافق له إلى إخراجه خوفًا على سلامته.
لاحقًا قال مزئيل للصحافة إن هذا العمل يمثل «شرعنة للإبادة الجماعية وقتل الأبرياء والمدنيين تحت ستار الثقافة»، بينما رفض فيلر اتهامات مزئيل له بتمجيد المفجرين الانتحاريين واتهم مزئيل «بممارسة الرقابة».
يرى مزئيل أن «السويد هي واحدة من أشد البلدان معاداة للسامية» وأن هناك «دعوات يومية في إعلامها لقتل اليهود». وقد وجه رئيس الوزراء الإسرائيلي أرئيل شارون لاحقًا الشكر لمزئيل «لوقفته في وجه موجة معاداة السامية المتصاعدة» في السويد.

### مناصب دبلوماسية أخرى
عمل مزئيل أيضًا مديرًا لقسم أوروبا الشرقية ورئيسًا لقسم مصر وشمال أفريقيا بوزارة الخارجية الإسرائيلية.

## تقاعده عن العمل الدبلوماسي
في أبريل 2004 تقاعد تسفي مزئيل عن العمل الدبلوماسي في الخامسة والستين من عمره، وهو الآن زميل مركز القدس للشؤون العامة (بالعبرية: המרכז הירושלמי לענייני ציבור ומדינה).

## كتاباته وآراؤه
كتب مزئيل العديد من المقالات عن العلاقات التركية الإسرائيلية والعلاقات المصرية الإسرائيلية، وكان من آرائه أن محاولات أردوغان لتغيير سياسات أتاتورك العلمانية وضعته ووضعت تركيا على خلاف مع إسرائيل ومع الغرب. كما يرى أن قادة مصر في حقبة ما بعد ثورة 25 يناير يتسمون بالبراغماتية، غير أنه يستبعد احتمالات نزوع الإخوان المسلمين إلى الاعتدال.